# PGC 1443623
LEDA/PGC 1443623 ist eine Radiogalaxie im Sternbild
Andromeda am Nordsternhimmel. Sie ist schätzungsweise 540 Millionen Lichtjahre von der Milchstraße entfernt und hat einen Durchmesser von etwa 115.000 Lichtjahren. Vom Sonnensystem aus entfernt sich das Objekt mit einer errechneten Radialgeschwindigkeit von näherungsweise 12.000 Kilometern pro Sekunde.
Im selben Himmelsareal befinden sich unter anderem die Galaxien PGC 3348, PGC 3355, PGC 1443382, PGC 1439632.